# Cuberdon

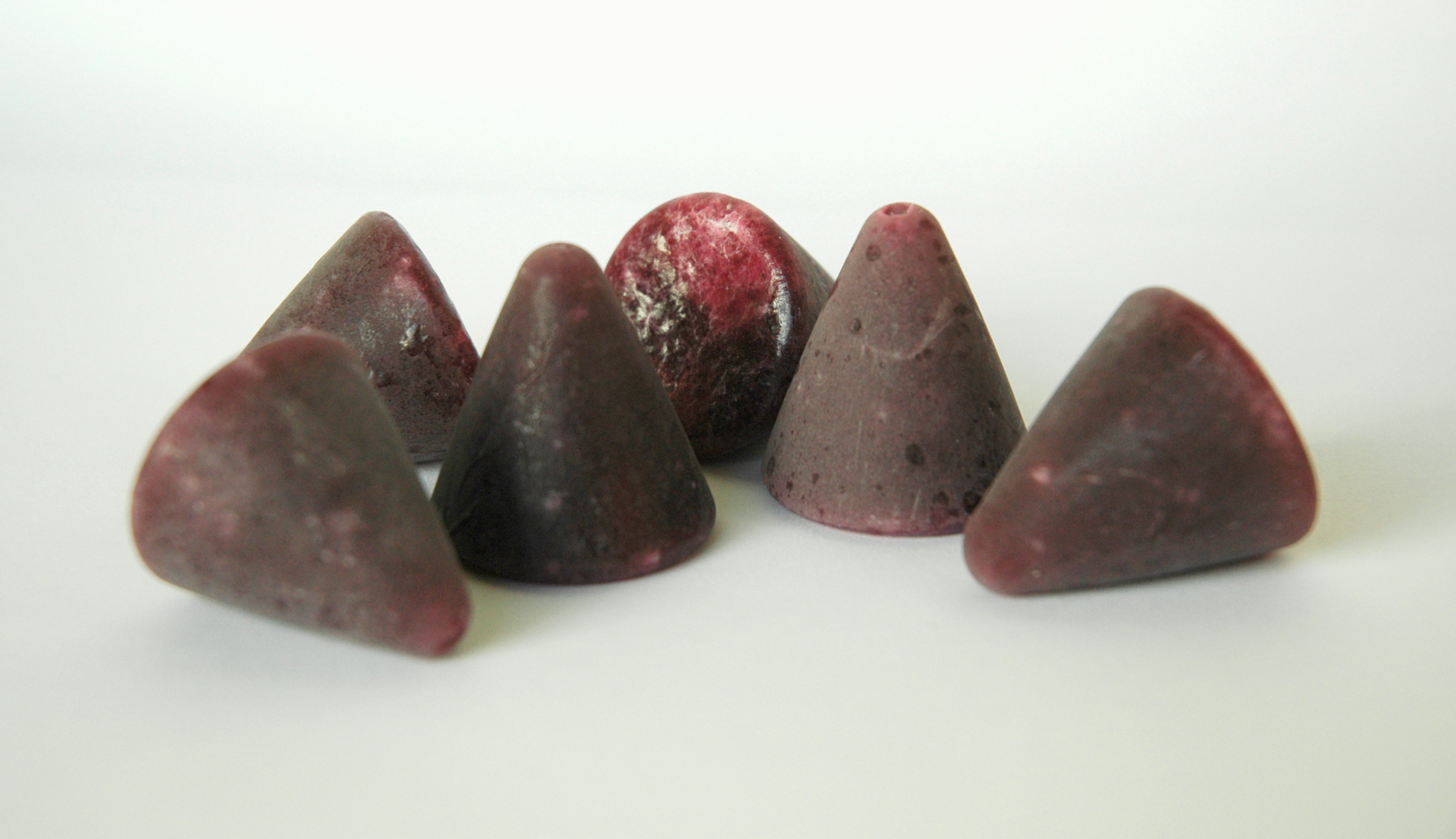
Cukierki cuberdon

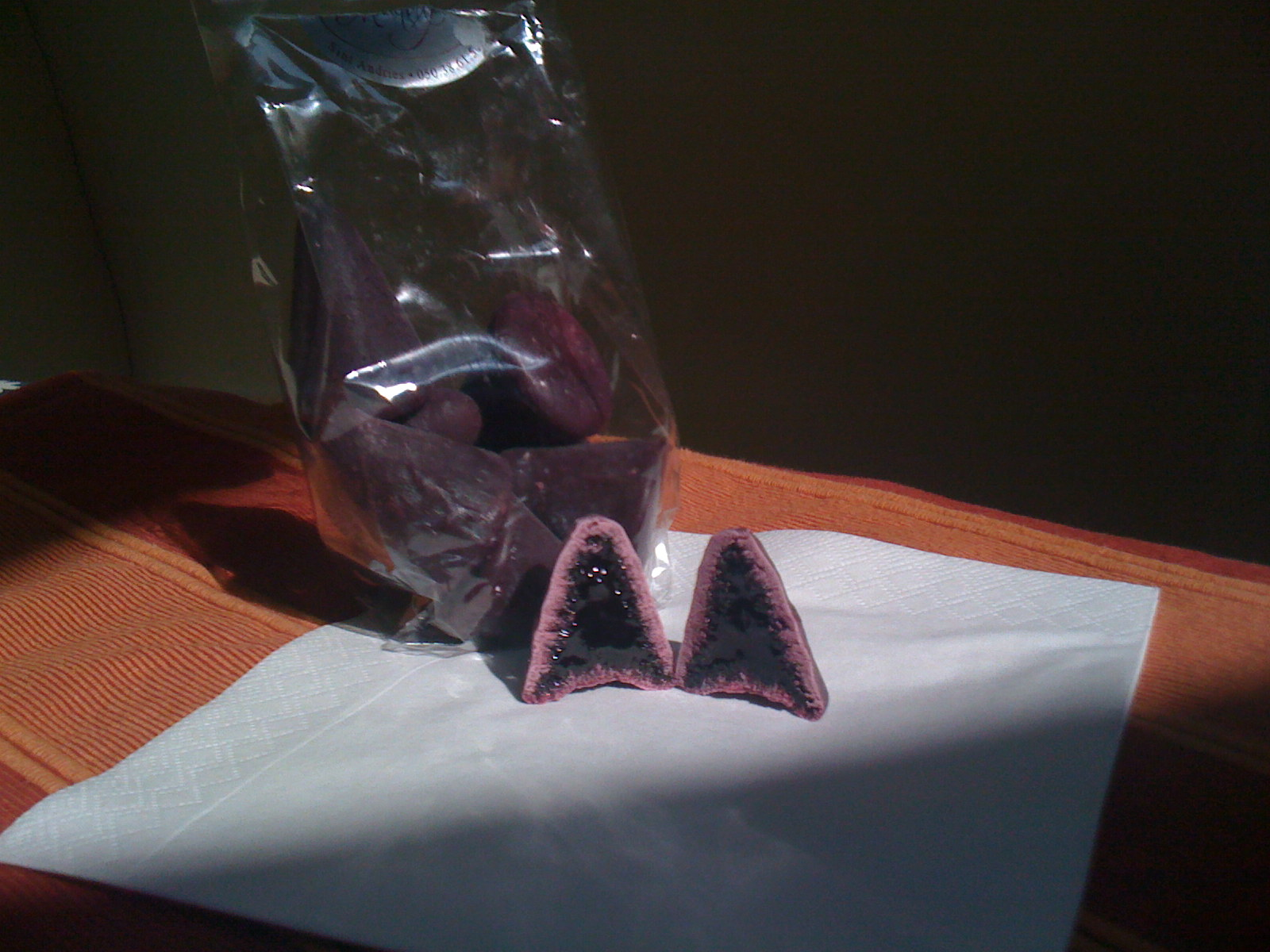
Przekrojony na pół

Cuberdon (l.mn. cuberdons) – tradycyjny belgijski purpurowy słodki cukierek malinowy mający kształt stożka o lekko twardej cienkiej skórce z gęstym syropem w środku, którego obowiązkowym składnikiem jest guma arabska. 
Cukierek został wynaleziony przez aptekarza z Gandawy. Według oryginalnej receptury jest produkowany w fabryce cukierniczej w Eeklo. 

## Inne nazwy
Nieoficjalnie cukierek nazywany jest także „nosem” (flam. neus) ze względu na swój kształt. Inne nazwy to Gentse neus (nos gandawski), topneus, tsoepke, tjoepke lub neuzeke (nosek). Znany jest również jako „kapelusz księdza” (fr. chapeau-de-curé lub chapeau-de-prêtre).

## Historia

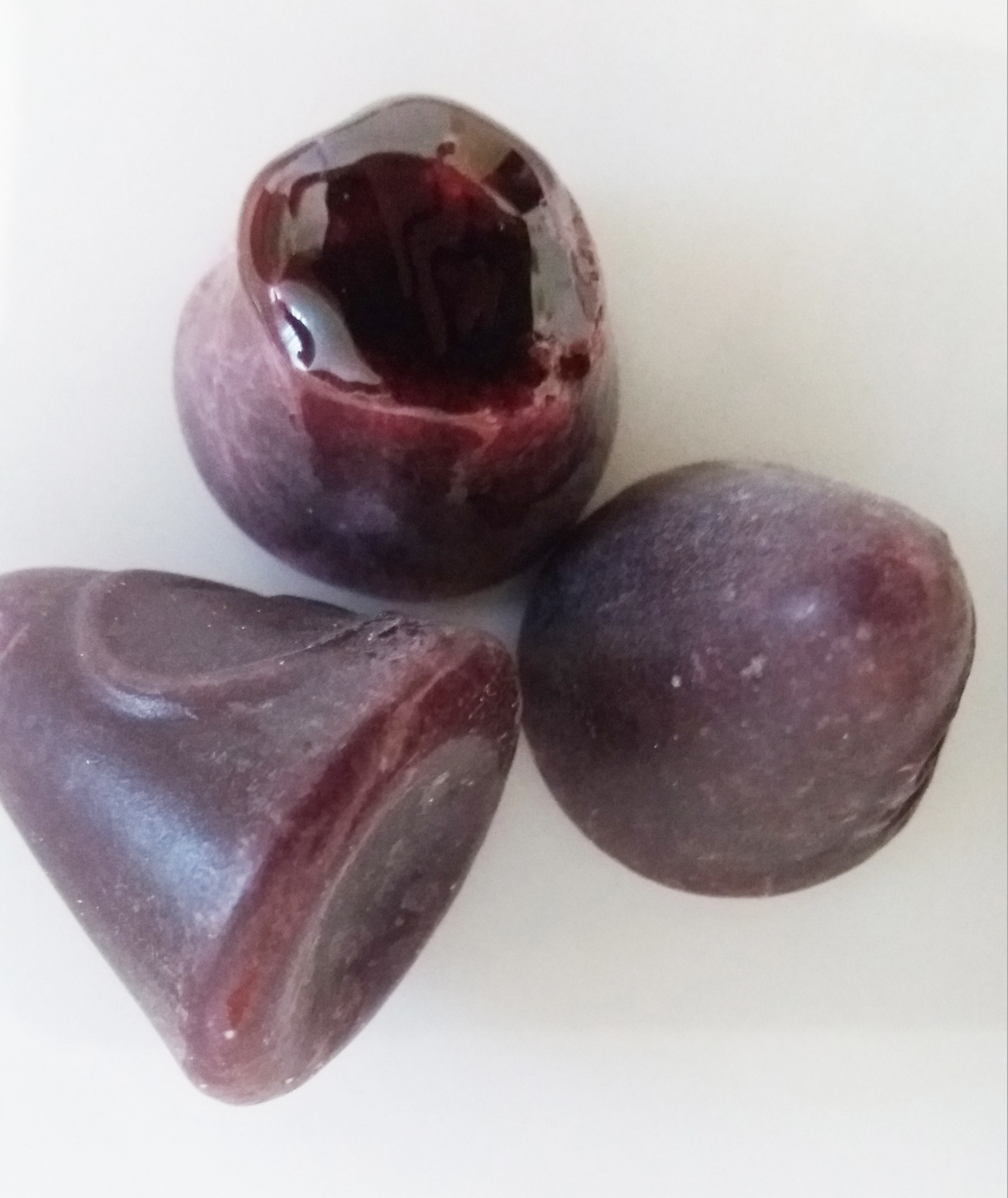
Cuberdon o ściętym stożku, w środku widoczny syrop

Dokładne pochodzenie nazwy cukierków, jak i ich receptury, nie jest znane. 
Można spotkać się z twierdzeniem, że receptura cukierków cuberdons powstała przez przypadek w 1873 roku, gdy aptekarzowi De Vynck z Gandawy nie udał się przygotowywany syrop przeciwkaszlowy z gumą arabską jako środkiem zagęszczającym i wyrzucił go do kubła, w którym były resztki mąki, albo że wyrzucił pozostałości po produkcji syropu. Następnego dnia zauważył, że syrop stwardniał, lecz po przełamaniu był w środku płynny. Aptekarz postanowił zachować i udoskonalić recepturę, po czym zaczął sprzedawać produkt jako słodycze: twarde na zewnątrz z gęstym syropem w środku.  
Od 1954 roku fabryka cukiernicza Geldhof z Eeklo produkuje cukierki według starej receptury, spisanej przez Antoinego Geldhofa, założyciela firmy, którego nauczył robienia cuberdons wnuk wynalazcy tych cukierków w 1939 roku w cukierni w Gandawie, gdzie 14-letni wówczas Geldhof rozpoczął naukę zawodu. 
Fabrykant Confiserie 2000 z Evergem posługuje się przepisem uzyskanym w końcu lat 70. XX wieku, następnie dopracowanym i udoskonalonym przez tę firmę.

## Współczesność
Cukierki cuberdons produkowane przez Geldhof Confiserie z Eeklo zostały w 2009 roku uznane przez Vlaams Centrum voor Agro- en Visserijmarketing (VLAM) za flamandzki produkt lokalny.
Cukierki są dostępne prawie wyłącznie w Belgii i nie są eksportowane ze względu na ograniczony termin przydatności do spożycia. Można je kupić na targach, jarmarkach, imprezach i w wybranych sklepach cukierniczych oraz niektórych sieciach handlowych. Fabryka cukiernicza Geldhof z Eeklo produkuje dziennie około 8 ton cuberdons.
Tradycyjne cuberdons mają fioletowy kolor i są o smaku malinowym. Współcześnie na rynku dostępne są również inne warianty smakowe: truskawkowy, jabłkowy, amaretto, czekoladowy czy cytrynowy i pomarańczowy. W sumie można spotkać w handlu 30 różnych wariantów smakowych. Cuberdons są dostępne w dwóch rozmiarach: większe i mniejsze. Większe mają 3,5 cm wysokości i ważą około 20 gramów, mniejsze mają 3 cm wysokości i ważą 12 gramów.
Cukierki mogą być wykorzystywane jako jeden ze składników do przygotowywania deserów.
W handlu znajduje się także syrop oraz posypka o smaku cuberdons do garnirowania deserów.

## Receptura

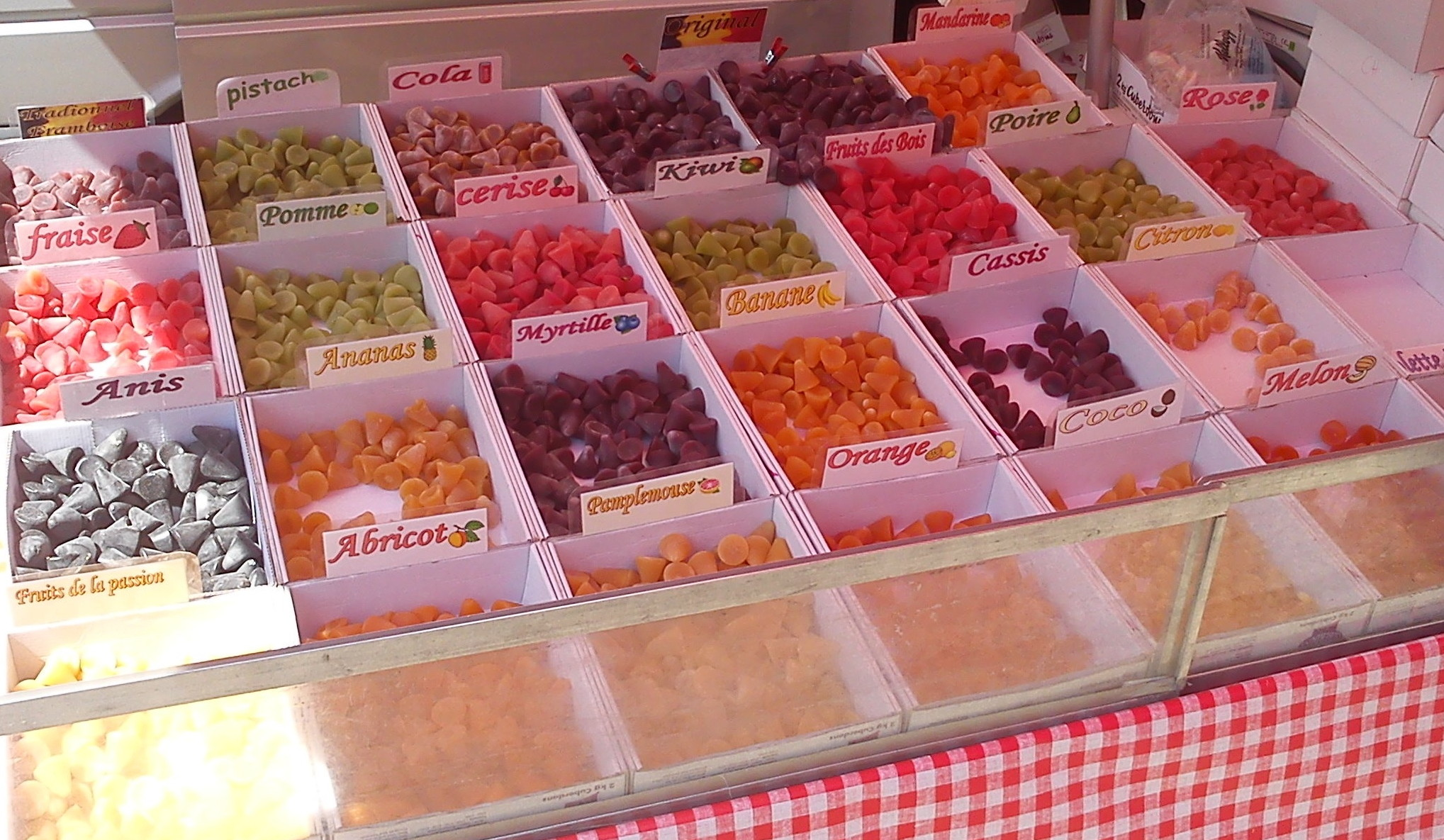
Różne rodzaje

Tradycyjne cukierki cuberdons są wytwarzane z cukru, syropu glukozowego, wody, gumy arabskiej, skrobi i naturalnego aromatu malinowego, który nadaje im charakterystyczny fioletowy kolor (obok innych substancji barwiących tj. E120, E153 czy współcześnie także dodawanego syntetycznego barwnika  E131) i owocowy smak. Masa cukrowa łączona jest za pomocą gumy arabskiej, pochodzącej z Sudanu. Guma musi zostać upłynniona i gotowana z cukrem w kadziach. Gotowym syropem wypełniane są stożkowate otwory odciśnięte w mące, a następnie przez wiele godzin ma miejsce proces powolnego pieczenia w piecu o niewysokiej temperaturze. Po 6 dniach w piecu cukierki są gotowe. Dokładna receptura i technologia produkcji jest przez wytwórców objęta tajemnicą.

## Data ważności
Termin przydatności do spożycia wynosi zaledwie 8 tygodni, gdyż syrop w środku ulega scukrzeniu w ciągu kilku tygodni. Początkowo cieniutka skórka staje się wraz z upływem czasu coraz grubsza. Najlepiej jest degustować cuberdons, gdy są jak najświeższe. Niemniej jednak cukierki można spożywać do roku od terminu ich wyprodukowania. Cukierki należy przechowywać w oryginalnym opakowaniu w temperaturze pokojowej, a nie w lodówce.